# Агамія
Агамія (лат. Agamos «безшлюбний») — відсутність приписів, моральних норм, що вимагають від членів групи одружуватися тільки у межах групи чи забороняючих такі шлюби. При цьому група байдуже ставиться до того, чи одружуються всередині неї чи за її межами.